# Сан-Жуан-де-Негрильюш
Сан-Жуан-де-Негрильюш (порт.  São João de Negrilhos) - фрегезия (район) в муниципалитете Алжуштрел округа Бежа в Португалии. Территория – 76,59 км². Население – 1723 жителей. Плотность населения – 22,5 чел/км².